# Уолш, Генри Коллинз
Генри Коллинз Уолш (англ. Henry Collins Walsh; 1863 — 1927) — журналист, историк, исследователь Центральной Америки и Гренландии, член-основатель Арктического клуба Америки Arctic Club of America (1894 г.) и основатель Клуба первооткрывателей (1904 г.).

## Перевод или редактирование произведений других авторов
- «Боже́ственная коме́дия» («Ад», «Чистилище» и «Рай») — Данте Алигьери
- Стихи Джона Милтона
- «Потерянный рай» — Джон Милтон
- Отчёт об арктической экспедиции Фредерика Кука в Суккертоппен через Лабрадор.
- «Сказание о старом мореходе» — Сэмюэл Колридж.
- «Королевские идиллии» и другие стихи об Артуре — Альфред Теннисон.
- «Американские примечания и вопросы» (American Notes and Queries), том 1.